# Страффорд (округ)
Округ Страффорд — один из десяти округов штата Нью-Гэмпшир. Административный центр — Довер (англ. Dover). По состоянию на 2000 год население округа составляло 112 233 человека.
Страффорд является одним из пяти первоначальных округов Нью-Гэмпшира и назван в честь Уильяма Вентвёрса (англ. William Wentworth, 2nd Earl of Strafford) по ошибочному предположению, что он был прямым родственником губернатора Джона Вентвёрса (англ. John Wentworth). На самом деле между ними были дальние родственные связи, но Уильям не был прямым потомком Джона. Округ был основан со столицей в Довере в 1771 году. В 1840 году округ был уменьшен за счёт выделения Белнапа как отдельного округа.

## География
По данным службы переписи населения США, округ занимает площадь 995 км², из которых 956 км² — суша и 39 км² — вода. Самый большой город округа — Рочестер.

### Граничащие округа
- Карролл (с севера)
- Йорк (штат Мэн) (с востока)
- Рокингхем (с юга)
- Мерримак (с запада)
- Белнап (с северо-запада)

## Демография
По данным переписи 2000 года в округе зарегистрировано 112 233 человек, 42 581 домашних хозяйств и 27 762 семей. Плотность населения — 118 человек на квадратный километр. Зарегистрировано 45 539 жилищных единиц (квартира или дом), со средней плотностью 124 единиц на квадратный километр.
Распределение по расам:
- белые — 96,29 %
- чёрные (афроамериканцы) — 0,63 %
- коренные американцы — 0,21 %
- азиаты — 1,39 %
- островные американцы — 0,05 %
- другие расы — 0,30 %
- смешанные расы — 1,14 %

Распределение по происхождению:
- англичане — 15,8 %
- ирландцы — 14,9 %
- французы — 14,0 %
- франкоговорящие канадцы — 10,5 %
- американцы — 7,6 %
- итальянцы — 6,3 %
- немцы — 6,2 %
- латиноамериканцы — 1,03 %

По родному языку:
- английский — 93,7 %
- французский — 3,2 %

По возрасту (средний возраст — 34 лет):
- до 18 лет — 23,7 %
- 18 — 24 года — 13,6 %
- 22 — 44 года — 30,6 %
- 45 — 64 года — 20,9 %
- 65 лет и старше — 11,2 %

По полу:
- женщины — 51,47 %
- мужчины — 48,53 %